# Riley McGree
Riley Patrick McGree (* 2. November 1998 in Adelaide) ist ein australischer Fußballspieler, der seit 2022 beim englischen Zweitligisten FC Middlesbrough unter Vertrag steht. Seit 2021 ist er australischer Fußballnationalspieler. 

## Karriere

### Verein
Der Mittelfeldspieler gab für Adelaide United am 19. März 2016 gegen die Western Sydney Wanderers per Einwechslung sein Debüt in der A-League. In den Play-offs, in denen die Mannschaft Adelaides die Meisterschaft gewann, kam er nicht zum Zug. Nachdem er zu Beginn der folgenden Saison beim Erstrundenaus im FFA Cup 2016 gegen den unterklassigen Klub Redlands United sein Startelfdebüt gegeben hatte, erhielt er bei Adelaide einen Profivertrag.
Im Juli 2017 wechselte McGree zum FC Brügge nach Belgien. Nachdem er in der Hinrunde ohne Pflichtspieleinsatz für Brügge geblieben war, kehrte er im Januar 2018 auf Leihbasis in die A-League zurück. Zuerst wurde er ein halbes Jahr von den Newcastle United Jets und dann eine komplette Saison von Melbourne City ausgeliehen.
Im Sommer 2019 wurde er dann erneut von Adelaide United unter Vertrag genommen und konnte mit dem Verein im Oktober auf Anhieb den nationalen Pokal gewinnen. Im Finale gegen Melbourne City gelang von 14.290 Zuschauern im heimischen Coppers Stadium ein ungefährdeter Erfolg und McGree traf in der 75. Minute zum 4:0-Endstand.
Am 5. Oktober 2020 wechselte McGree in die USA zu Charlotte FC, wurde jedoch direkt an den englischen Zweitligisten Birmingham City ausgeliehen da das neu gegründete Team aus Charlotte erst ab 2022 in der Major League Soccer starten wird. In der EFL Championship 2020/21 bestritt er 15 Ligaspiele und erzielte dabei einen Treffer. Zu Beginn der neuen Spielzeit wurde die Ausleihe bis Januar 2022 verlängert.
Mitte Januar 2022 wechselte der Australier auf fester Vertragsbasis zum englischen Zweitligisten FC Middlesbrough und unterschrieb einen bis 2025 gültigen Vertrag.

### Nationalmannschaft
McGree spielte für die australische U-17-Auswahl und nahm mit dieser an der AFF-Juniorenmeisterschaft 2013 und an der U-16-Fußball-Asienmeisterschaft 2014 teil, als das australische Team bis ins Halbfinale vorstieß. Im November 2018 bestritt er dann zwei Partien für die U-23 Australiens. 
In der Qualifikation für die Fußball-Weltmeisterschaft 2022 debütierte er am 3. Juni 2021 in der australischen Fußballnationalmannschaft bei einem 3:0-Sieg über Kuwait.

## Erfolge
- Australischer Meister: 2016
- Australischer Pokalsieger: 2019